# MOWAG Roland
El MOWAG Roland es un vehículo de Transporte blindado de personal. Este vehículo fue desarrollado en 1960 y su prototipo fue probado en 1963. La producción del vehículo Roland fue  desde 1964 hasta 1980.

## Equipamiento y uso
El Roland fue diseñado para una variedad de tareas como ser: ambulancia, reconocimiento, Transporte blindado de personal, control de manifestaciones y protestas y como lanzador de cohetes. Hay un reflector montado en la parte delantera, justo detrás de ella hay una sección del techo giratorio para una ametralladora (MG) o una torre de una ametralladora pesada MG, que puede ser operado por el comandante. 
El motor se encuentra en lado izquierdo de la parte trasera del vehículo. En el lado derecho de la parte trasera y en el lado izquierdo del vehículo hay unas puertas equipadas para los ocupantes del vehículo para poder entrar o salir. Algunos operadores africanos tienen su MOWAG Roland equipado con lanzacohetes múltiples para 5 cohetes no guiados.  Los vehículos MOWAG Roland para las unidades policiales no suelen tener un arma de fuego, pero están equipados con una sirena de luz azul, un foco de búsqueda, altavoces y una pala en forma de V. Más de 500 vehículos MOWAG Roland fueron producidos y enviados a países como Argentina, Bolivia, Chile, Grecia, México, Perú y a los Departamentos de Policía de Suiza. El Museo Militar de Fort Reuenthal tiene una pantalla del Roland MOWAG de la Policía Cantonal de Berna. Este modelo se lo exhibe con una barredora instalada y el cual dejó de funcionar en 1997.

## Usuarios
- Suiza
  - Departamentos de Policía de Suiza
- Alemania
- México
- Argentina
- Grecia
- Bolivia
  - Ejército de Bolivia
- Perú
  - Ejército del Perú
- Chile
  - Carabineros de Chile (versión PR-72)